# 新庄コミュニティ放送

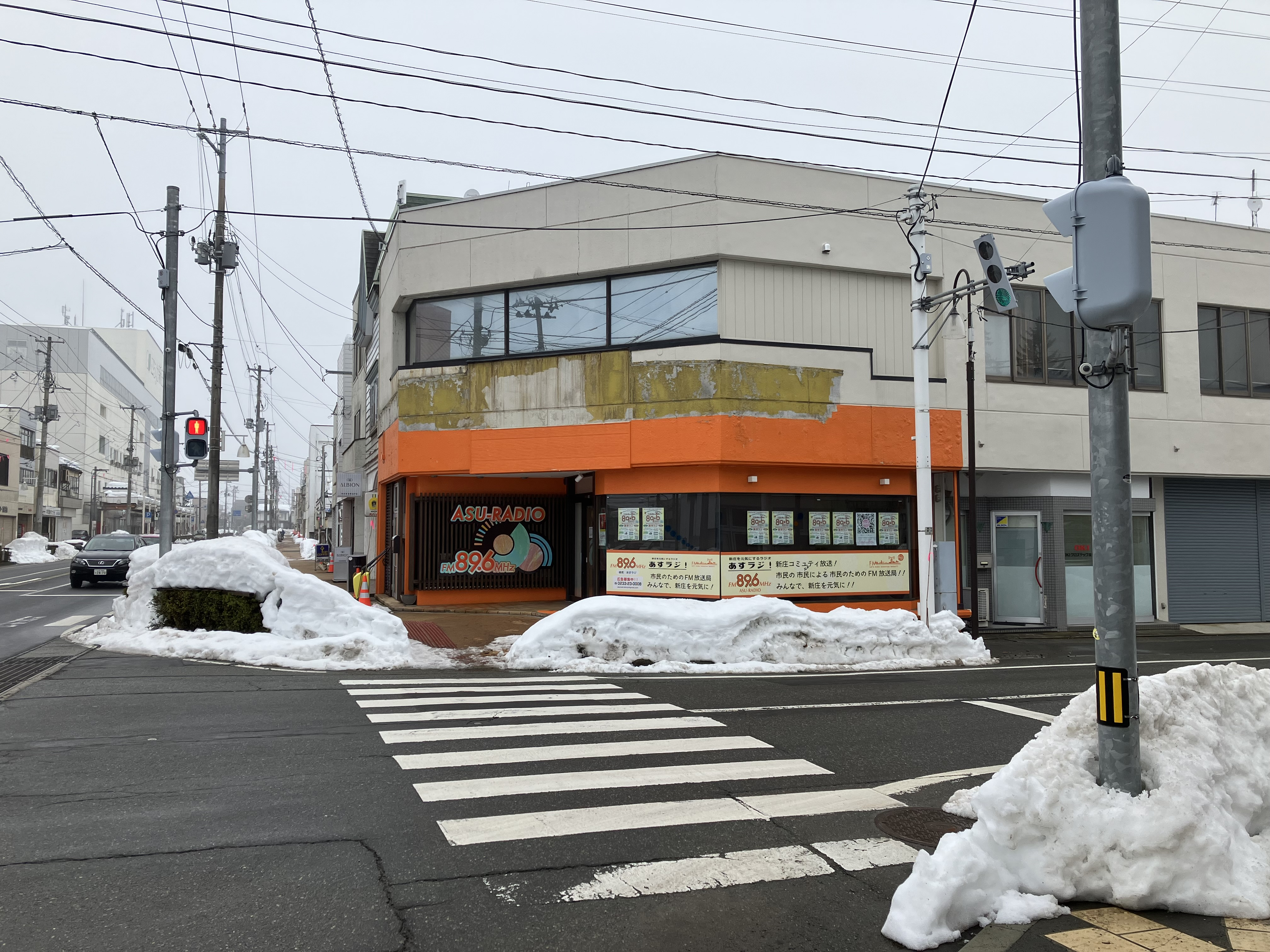
2023年1月撮影。

新庄コミュニティ放送株式会社（しんじょうコミュニティほうそう）は、山形県新庄市の一部区域を放送対象地域として超短波放送（FM放送）を行う特定地上基幹放送事業者である。
あすラジの愛称でコミュニティ放送をしている。

## 概要
2021年（令和3年）開局。新庄市では2000年代よりミニFM局「FMフラワー」が活動を行っていた。本コミュニティ局もFMフラワーと同地に本社が設置された。 最上地方初のコミュニティ放送局であり、これにより山形県の4地域区分（村山地方・置賜地方・庄内地方）全てにコミュニティ放送局が開局することとなった。
エフエムきららのきらら方式を採用している。放送時間は7:00 - 20:00。

## 沿革
- 2020年（令和2年）
  - 11月6日 - 会社設立[3]
- 2021年（令和3年）
  - 7月8日 - 総務省東北総合通信局より予備免許。周波数89.4MHz。
  - 8月10日 - 総務省東北総合通信局より本免許。周波数89.6MHzに変更された。
  - 8月16日 - プレプレ開局としてサービス放送開始[1]
  - 8月23日 - プレ開局として時短放送開始[1]
  - 9月1日 - 本放送開始

## 番組
- モクゾーサンサンラジオ（月 - 金 7:00 - 7:54、8:00 - 8:54）
- クジラジオ（月 - 金 9:00 - 9:54、（再放送）土 9:00 - 9:54）
- お昼だよ！一旦モーメント（月 - 金 12:00 - 12:54、（再放送）土 12:00 - 12:54）
- からラジ（月 - 金 13:00 - 13:54、（再放送）13:00 - 13:54）
- 午後の情報局（月 - 金 15:00 - 15:54、（再放送）土 15:00 - 15:54）
- サンサンラジオサンデー（土 7:00 - 7:54、8:00 - 8:54）
- モクゾーサンサンサンデー（日 7:00 - 7:54、8:00 - 8:54）
- 生意気FRIDAY（日 19:00 - 20:00）